# Нолькен
Нолькен (нем. von Nolcken) — остзейский баронский род вестфальского происхождения.

## История
Происходит от вестфальского рыцаря Тонгеса Нольке, жившего в первой половине XVI века. Считается, что на рубеже XVI—XVII веков Генрих Нолькен переселился в Ливонию, а затем — в Швецию, где был командиром Ваксхольмской крепости. Его потомки переселились на остров Эзель. Представитель шведской ветви, Эрик Маттиас фон Нолькен (1694—1755) был шведским посланником в Санкт-Петербурге в 1738—1741 гг., потом гоф-канцлером и президентом надворного суда. В 1773—1788 гг. посланником Швеции был Нолькен, Юхан Фредрик фон (1737—1809).
Другая ветвь, в 1797 году была принята в Ливонское рыцарство, а указом Александра I в 1812 году этот род в лице барона Густава фон Нолькена был внесён в матрикул Рыцарского Дома Великого Княжества Финляндского. Род фон Нолькен был также внесён в дворянские матрикулы всех трёх прибалтийских губерний и острова Эзеля. Одна ветвь в конце XVII века переселилась в Польшу и внесена в I и V части дворянской родословной книги Могилёвской губернии.
После кончины бездетного министра финансов, а затем председателя Комитета министров Михаила Христофоровича Рейтерна, пожалованного графским титулом, его племянник (сын старшей сестры Юлии) барон Владимир Густавович (Евстафьевич) Нолькен (1851—1917) получил право именоваться графом Рейтерном, бароном Нолькеном.
Герб графов Рейтерн, баронов Нолькен внесён в Часть 16 Общего гербовника дворянских родов Всероссийской империи (стр. 7.).

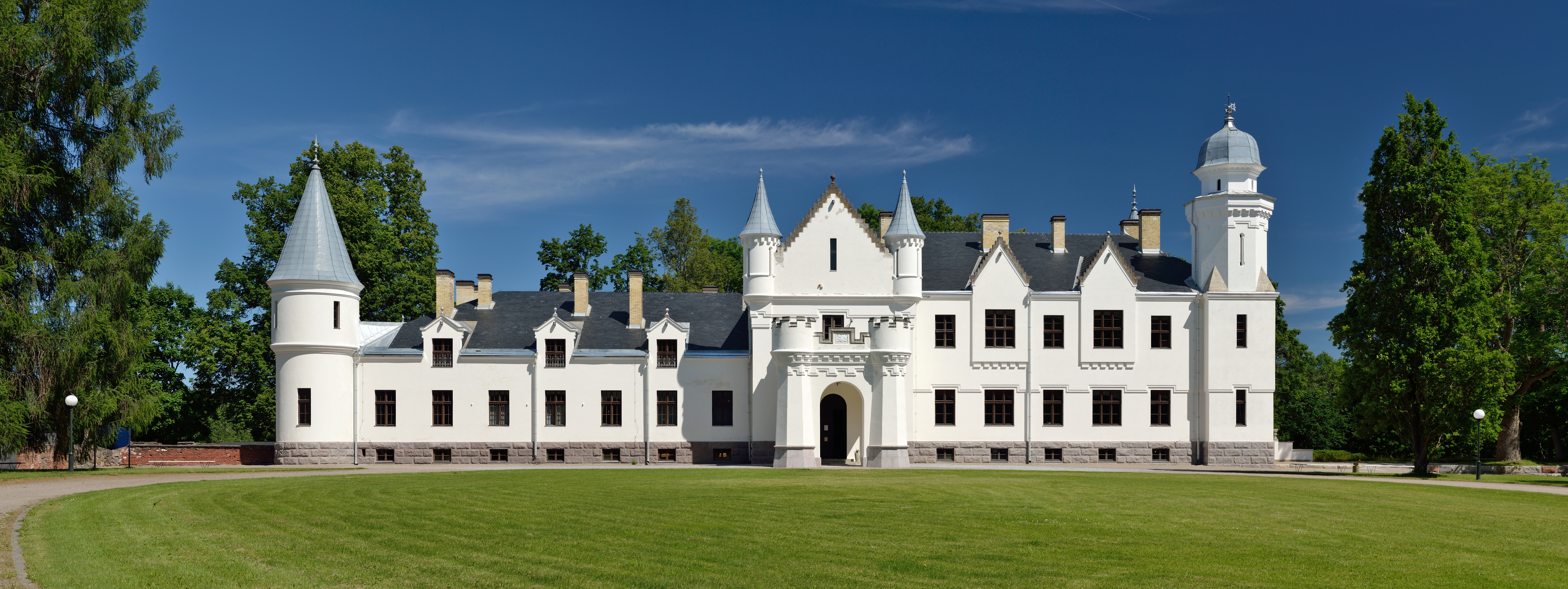
Замок Арвида фон Нолькена в Алатскиви

## Известные представители
- Эрик Маттиас фон Нолькен (1694—1755) — шведский дипломат.
  - Арвид Рейнольд фон Нолькен (1732—1802)
    - Густав фон Нолькен (1767—1821)
      - Георг фон Нолькен (1789—1853)
        - Эрнст Георгиевич фон Нолькен (1814—1900)
        - Густав Георгиевич фон Нолькен (1815—1879)
          - Евстафий Евстафьевич фон Нолькен (1842—1912)
          - граф Владимир Евстафьевич Рейтерн, барон Нолькен (1851—1917) — курляндский губернский предводитель дворянства, член Государственного совета, егермейстер.

  - Густав Адам фон Нолькен[нем.] (1733—1812) — шведский дипломат.
  - Юхан Фредрик фон Нолькен (1737—1809) — шведский дипломат.

- Рейнхольд Густав фон Нолькен[нем.]  (нем.) (?—1762)
  - Христофор Романович фон Нолькен (1728—1802) — псковский губернатор.

- Густав Фридрих фон Нолькен (1783—1855)
  - Александр фон Нолькен (1804—1867)
- Александр Адольф фон Нолькен (1791—1861)
  - Генрих Магнус Густав фон Нолькен (1821—1905)
    - Александр Генрихович фон Нолькен (1855—1928) — член Совета министра внутренних дел; камергер, действительный статский советник.
    - Мангус Генрихович фон Нолькен (1856 — после 1911) — вице-адмирал.
    - Адольф Генрихович (Максимович) фон Нолькен (1860—1919) — юрист, сенатор.

  - Карл Николай фон Нолькен[эст.]  (эст.) (1830—1913) — пастор; переводчик, лингвист и фольклорист.
- Германн фон Нолькен (1787—1861)
- Вильгельм Германович фон Нолькен[нем.] (1813—1898) — инженер-генерал-майор, лепидоптеролог.

- Станислав фон Нолькен
  - Иоганн фон Нолькен (1793—?)
    - Станислав Иванович фон Нолькен (1823—1895) — генерал-майор.
      - Карл Станиславович фон Нолькен (1858—1918?) — российский военный и государственный деятель.
      - Иван Станиславович фон Нолькен (1866—1948) — генерал-майор.

  - Богуслав фон Нолькен (1799—1851)
    - Карл Богуславович фон Нолькен (1844—1913) — генерал-лейтенант.
- Михаил фон Нолькен (1769—?)
  - Иоганн фон Нолькен
    - Людвиг фон Нолькен (1835—1907)
      - Александр Людвигович фон Нолькен (1879—1958) — генерал-майор Генштаба.